# イジー・イェジェク
イジー・イェジェク（Jiří Ježek、1974年10月16日 - ）は、チェコ、プラハ出身のパラリンピック自転車競技選手。

## 来歴
1985年に交通事故に遭い、その際、右膝より下部の脚の切断を余儀なくされた。
1994年に自転車選手としてのキャリアをスタート。
2000年、シドニーパラリンピックに出場。トラックレースの1㎞タイムトライアル(1㎞TT）と4㎞個人追抜で金メダル。ロードレースでは銀メダル。
2004年、アテネパラリンピックでは、個人タイムトライアル(ITT)を制した。個人追抜では2位。
2006年、IPC世界選手権・ITT 優勝
2007年、世界選手権（この年以降UCI主催）、ロードレース優勝
2008年、北京パラリンピックでは、個人追抜とITTで優勝。1㎞TT 2位、チームスプリント 3位。
2009年、世界選手権・個人追抜では、4分40秒899の世界記録をマークして優勝した。
2010年、世界選手権・タイムトライアル 優勝
2011年、世界選手権・個人追抜 優勝
2012年、ロンドンパラリンピック、ITT優勝、個人追抜 2位